# ФК Балашађармат ВШЕ
Балашђармати ВШЕ (мађ. Balassagyarmati Városi Sportegyesület), је мађарски фудбалски клуб из Балашађармата, Ноград Мађарска.

## Историјат
Историја фудбалског клуба из Балашађармата датира од 4. августа 1901. године. Тада је фудбалски клуб из Балашађармата (Balassagyarmat Torna Egylet) први пут играло на неком турниру и то против домаћина Банске Бистрице. Резултат утакмице био је 4 : 4, реванш је већ одигран у Баласађармату, победом домаћина од 3 : 2. Спортско друштво је званично основано 12. марта 1902. године и од тада боја друштва постаје плаво-бела, а њихов домаћи терен је фудбалски терен свечано отворен поред градског мостића. Данашњи стадион је на истом месту као и оригинални скоро а данас је познат под именом „Центар за спорт и разоноду Иполи”, изграђен 100 година касније. Дана 20. јула 1902. Баласађармат је примљен у Фудбалски клуб Техничког универзитета. У наредним годинама играо је пријатељске утакмице са неколико тимова у Будимпешти, укључујући ФК МАК, ФК Тереквеш и ФК Типографија.

## Успеси

### Домаћи
- Ноград међа I:
  - Победник (7): 1969, 1974/1975, 1984/1985, 1986/1987, 2005/2006, 2016/2017, 2018/2019
  - Друго место 1996/1997

- Куп Мађарске у фудбалу:
  - Четвртфинале 1942/43.

НБ III, група центар
- Друго место 2021/2022

НБ III, група центар
- Победник 2001/2002.
- Треће место 2000/2001.

НБ III, група Матра (квалификације)
- Победник 1990/2000

### Промена имена
- 1902/1904 БШЕ (BSE)
- 1904–1908 НАК (NAC)
- 1908–1929 Балашађармати шпорт еђетилеш (Balassagyarmati Sport Egyesület)
- 1929–1932 Балашађармати торна еђетилеш (Balassagyarmati Torna Egylet)
- 1932–1945 Балаша шпорт и торна еђетилеш (Balassa Torna és Sport Egylet)
- 1969–1986 Балашађармати шпорт еђетилеш (Balassagyarmati Sportegyesület)
- 1986–1992 Балашађармати Хатарвароши шпортеђетилеш (Balassagyarmati Határőrvárosi Sportegyesület)
- 1992–1995 Балашађармати лабдаруго клуб (Balassagyarmati Labdarúgó Club)
- 1995–2002 Балашађармати ШЕ−Ноград Волан (Balassagyarmati SE-Nógrád Volán)
- 2002–2003 Балашађармати ШЕ−Голдекс−Анетка (Balassagyarmati SE-Goldex-Anettka)
- 2003–2005 Балашађармати ШЕ (Balassagyarmati SE)
- 2005–2010 Балашађармати вароши шпортеђетилеш−Ноград волан (Balassagyarmati Városi Sportegyesület-Nógrád Volán)
- 2010–     Балашађармати вароши шпортеђетилеш (Balassagyarmati Városi Sportegyesület)